# Сірлам
Сірлам — (ірл. — Sírlám) — він же: Сірлам мак Фінн, Сірлам Довга Рука — верховний король Ірландії (за середньовічною ірландською історичною традицією). Час правління: 649—633 до н. е. (згідно «Історії Ірландії» Джеффрі Кітінга) або 872—856 до н. е. (згідно хроніки Чотирьох Майстрів). Син — Фінна мак Блаха (ірл. — Finn mac Blatha) — верховного короля Ірландії. Прийшов до влади після вбивства свого попередника — верховного короля Ірландії Лугайда Йардонна в битві, що ввійшла в історію під назвою Рах Клохайр (ірл. — Ráth Clochair). Його ім'я — «Сірлам» перекладається як «Довга Рука». Правив Ірландією 13 або 16 років (за різними джерелами). Він відправив у вигнання сина Лугайда Йардонна — Еоху Вайрхеса, слушно побоюючись кровної помсти. Але після 12 років вигнання Еоху Вайрхес повернувся з вигнання і вбив Сірлама стрілою. «Книга захоплень Ірландії» синхронізує його правління з часом правління царя Артаксеркса I (465—424 до н. е.) в Персії, що сумнівно.